# Giải Cánh diều 2015
Giải Cánh Diều 2015 là lần thứ 14 giải Cánh Diều được tổ chức; lễ trao giải diễn ra tối 20 tháng 4 năm 2016 tại Cung Văn hóa Hữu nghị Hà Nội, được đạo diễn bởi Trịnh Lê Văn.
Đây là lần đầu tiên Giải Cánh diều có 3 bộ phim nhận giải Bạc hạng mục phim truyện điện ảnh. Giải thưởng năm này có thêm đề cử cho Nam diễn viên phụ và nữ diễn viên phụ xuất sắc. Tiêu chí của Giải lần này là "Đề cao các tác phẩm điện ảnh, truyền hình có dấu ấn sáng tạo trong thể hiện, mang đậm bản sắc dân tộc, giàu giá trị nhân văn và đạt hiệu quả xã hội tích cực".

## Tổ chức

### Ban giám khảo
Trưởng ban giám khảo các hạng mục gồm Phim truyện điện ảnh đạo diễn NSND Đặng Nhật Minh cùng các thành viên như Phạm Nhuệ Giang, đạo diễn Lê Lâm, diễn viên Mai Thu Huyền... Các trưởng ban giám khảo hạng mục phim truyền là hình đạo diễn Vũ Xuân Hưng, phim tài liệu - khoa học là đạo diễn Lê Hồng Chương, công trình nghiên cứu, lý luận phê bình là PGS-TS Trần Thanh Hiệp và hạnh mục phim ngắn NSƯT Phan Thị Bích Hà.
Hãng phim truyện Đài Truyền hình Việt Nam chiến thắng nhiều giải thưởng của hạng mục phim truyền hình, nên để tránh các tranh cãi về sau, ban tổ chức Giải Cánh diều đã loại bỏ giám đốc của Hãng là đạo diễn Đỗ Thanh Hải khỏi ban giám khảo.

### Sự kiện liên quan
18 bộ phim truyện điện ảnh tham gia tranh giải Cánh diều 2015 được trình chiếu miễn phí tại 4 địa điểm ở Hà Nội bắt đầu từ ngày 13 đến 17 tháng 4 năm 2006. Có khoảng 100 - 200 vé mời miễn phí được phát trong mỗi suất chiếu.

## Đề cử
Buổi lễ trao giải thay vì tổ chức vào ngày 15 tháng 3 như hằng năm thì lần này được lui về ngày 20 tháng 4, thời hạn đăng ký đề cử cũng được kéo dài hơn, từ đầu tháng 1 đến 20 tháng 2 năm 2016. Công việc chấm điểm diễn ra trong tháng 3 năm 2016.
Trong 143 phim và 6 công trình nghiên cứu của hơn 50 hãng sản xuất tranh giải tại Cánh diều 2015, hạng mục phim truyền hình có 16 phim dài tập, 8 phim ngắn tập; phim hoạt hình có 14 phim; 37 phim tài liệu, 12 phim khoa học và hạng mục phim ngắn có 33 phim. Phim truyện điện ảnh có 18 phim trong tổng số 37 phim được sản xuất trong năm 2015.
Với mục đích bảo vệ phim Việt, Ban tổ chức của Cánh diều không cấp nhận những bộ phim được làm lại của nước ngoài. Vì thế, ngay từ cuối tháng 1 năm 2006, một cái tên khá nổi bật đã không có tên trong danh sách đề cử là Em là bà nội của anh.

### Hạng mục Phim truyện điện ảnh
| Tựa đề                         | Đạo diễn               | Sản xuất                                                   | Chú thích           |
| ------------------------------ | ---------------------- | ---------------------------------------------------------- | ------------------- |
| Trên đỉnh bình yên             | NSƯT Nguyễn Hữu Mười   | Hãng phim truyện 1                                         | [ 10 ] [ 11 ] [ 8 ] |
| Cuộc đời của Yến               | Đinh Tuấn Vũ           | Công ty TNHH MTV Hãng phim Truyện Việt Nam                 | [ 10 ] [ 11 ] [ 8 ] |
| Nhà tiên tri                   | NSƯT Vương Đức         | Công ty TNHH MTV Hãng phim Truyện Việt Nam                 | [ 10 ] [ 11 ] [ 8 ] |
| Mỹ nhân                        | Đặng Thái Thụy         | Công ty TNHH MTV Phim Giải Phóng                           | [ 10 ] [ 11 ] [ 8 ] |
| Người trở về                   | Đặng Thái Huyền        | Điện ảnh Quân đội nhân dân                                 | [ 10 ] [ 11 ] [ 8 ] |
| Đường xuyên rừng               | Nguyễn Xuân Cường      | Công ty TNHH MTV Phim Giải Phóng                           | [ 10 ] [ 11 ] [ 8 ] |
| Ngày nảy ngày nay              | Cường Ngô              | VAA Productions và Công ty TNHH Bình Hạnh Đan              | [ 10 ] [ 11 ] [ 8 ] |
| Bộ ba rắc rối                  | Võ Tấn Bình            | Công ty TNHH Hãng phim Chánh Phương                        | [ 10 ] [ 11 ] [ 8 ] |
| 49 ngày                        | Đoàn Nhất Trung        | Công ty CP Giải trí Thông tin ngày mới                     | [ 10 ] [ 11 ] [ 8 ] |
| Quyên                          | Nguyễn Phan Quang Bình | Hãng phim Việt                                             | [ 10 ] [ 11 ] [ 8 ] |
| Trót yêu                       | Châu Thổ - Việt Trinh  | Công ty CP Điện ảnh và Công nghệ giải trí SenaFilm         | [ 10 ] [ 11 ] [ 8 ] |
| Siêu trộm                      | Hàm Trần               | Hãng phim Việt                                             | [ 10 ] [ 11 ] [ 8 ] |
| Trúng số                       | Dustin Nguyễn          | Công ty TNHH Vùng trời mơ ước                              | [ 10 ] [ 11 ] [ 8 ] |
| Bảo mẫu siêu quậy              | Lê Bảo Trung           | Công ty CP Giải trí Lê Bảo Trung                           | [ 10 ] [ 11 ] [ 8 ] |
| Cầu vồng không sắc             | Nguyễn Quang Tuyến     | Công ty TNHH Công nghệ và truyền thông LEO                 | [ 10 ] [ 11 ] [ 8 ] |
| Tôi thấy hoa vàng trên cỏ xanh | Victor Vũ              | Cục Điện ảnh và Công ty CP Truyền thông và Giải trí Galaxy | [ 10 ] [ 11 ] [ 8 ] |
| Gái già lắm chiêu              | Nam Cito - Bảo Nhân    | Công ty TNHH CITO Nam Anh                                  | [ 10 ] [ 11 ] [ 8 ] |
| Ám ảnh                         | Bảo Nguyễn             | Công ty Liên Á O.C.E.T                                     | [ 10 ] [ 11 ] [ 8 ] |

| Nữ diễn viên phụ xuất sắc | Nữ diễn viên phụ xuất sắc | Nữ diễn viên phụ xuất sắc |
| Diễn viên                 | Tác phẩm                  | Chú thích                 |
| ------------------------- | ------------------------- | ------------------------- |
| Trương Quỳnh Anh          | Bảo mẫu siêu quậy         | [ 12 ]                    |
| Hạnh Thúy                 | Trên đỉnh bình yên        | [ 12 ]                    |
| Kim Hiền                  | Mỹ nhân                   | [ 12 ]                    |

## Giải thưởng

### Tri ân / tôn vinh
Giải Cánh diều 2015 có phần tôn vinh cống hiến của nhà biên kịch Hoàng Tích Chỉ và Nhà giáo Nhân dân Lê Đăng Thực với nền điện ảnh Việt Nam.

### Phim điện ảnh
| Giải                                              | Phim                           | Đạo diễn               | Chú thích    |
| ------------------------------------------------- | ------------------------------ | ---------------------- | ------------ |
| Xem thêm: Giải Cánh diều cho phim truyện điện ảnh |                                |                        |              |
| Cánh diều Vàng                                    | Trúng số                       | Dustin Nguyễn          | [ 14 ] [ 9 ] |
| Cánh diều Bạc                                     | Người trở về                   | Đặng Thái Huyền        | [ 15 ] [ 9 ] |
| Cánh diều Bạc                                     | Cuộc đời của Yến               | Đinh Tuấn Vũ           | [ 15 ] [ 9 ] |
| Cánh diều Bạc                                     | Tôi thấy hoa vàng trên cỏ xanh | Victor Vũ              | [ 15 ] [ 9 ] |
| Bằng khen                                         | Quyên                          | Nguyễn Phan Quang Bình | [ 15 ] [ 9 ] |
| Bằng khen                                         | Cầu vồng không sắc             | Nguyễn Quang Tuyến     | [ 15 ] [ 9 ] |
| Bằng khen                                         | Bảo mẫu siêu quậy              | Lê Bảo Trung           | [ 15 ] [ 9 ] |

| Giải dành cho cá nhân                                               | Giải dành cho cá nhân | Giải dành cho cá nhân          | Giải dành cho cá nhân |
| Giải thưởng                                                         | Nhận giải             | Phim                           | Chú thích             |
| ------------------------------------------------------------------- | --------------------- | ------------------------------ | --------------------- |
| Nam diễn viên chính                                                 | Nguyễn Thanh Tú       | Cầu vồng không sắc             | [ 14 ] [ 9 ]          |
| Nữ diễn viên chính                                                  | Ninh Dương Lan Ngọc   | Trúng số                       | [ 14 ] [ 9 ]          |
| Nam diễn viên phụ                                                   | Không trao giải       | Không trao giải                | [ 14 ] [ 9 ]          |
| Nữ diễn viên phụ                                                    | Kim Hiền              | Mỹ nhân                        | [ 14 ] [ 9 ]          |
| Diễn viên triển vọng                                                | Bùi Trọng Khang       | Tôi thấy hoa vàng trên cỏ xanh | [ 14 ] [ 9 ]          |
| Xem thêm: Giải Cánh diều cho đạo diễn xuất sắc phim truyện điện ảnh |                       |                                |                       |
| Giải thưởng                                                         | Nhận giải             | Phim                           | Chú thích             |
| Đạo diễn                                                            | Đinh Tuấn Vũ          | Cuộc đời của Yến               | [ 9 ]                 |
| Biên kịch                                                           | Nguyễn Manh Tuấn      | Trúng số                       | [ 9 ]                 |
| Âm nhạc                                                             | Lê Cát Trọng Lý       | Cuộc đời của Yến               | [ 14 ] [ 9 ]          |
| Âm thanh                                                            | Trần Mạnh Hoàn        | Cầu vồng không sắc             | [ 14 ] [ 9 ]          |
| Quay phim                                                           | K'Linh                | Tôi thấy hoa vàng trên cỏ xanh | [ 14 ] [ 9 ]          |
| Thiết kế mĩ thuật                                                   | Phạm Quốc Trung       | Nhà tiên tri                   | [ 14 ] [ 9 ]          |

### Phim truyền hình
| Giải                                                 | Phim                        | Đạo diễn                                      | Sản xuất     | Người trao giải | Chú thích    |
| ---------------------------------------------------- | --------------------------- | --------------------------------------------- | ------------ | --------------- | ------------ |
| Xem thêm: Giải Cánh diều cho phim truyện truyền hình |                             |                                               |              |                 |              |
| Cánh diều Vàng                                       | Tuổi thanh xuân             | Nguyễn Khải Anh, Bùi Tiến Huy, Myung Hyun Woo | VFC          |                 | [ 14 ] [ 9 ] |
| Cánh diều Bạc                                        | Khi đàn chim trở về         | Nguyễn Danh Dũng                              | VFC          |                 | [ 14 ] [ 9 ] |
| Cánh diều Bạc                                        | Biệt thự Pansee             | Châu Thổ, Minh Trương                         | Senafilm     |                 | [ 15 ] [ 9 ] |
| Bằng khen                                            | Không có gì và không một ai | Trần Mỹ Hà                                    | TFS          |                 | [ 15 ] [ 9 ] |
| Bằng khen                                            | Mưa bóng mây                | Trọng Trinh                                   | VFC          |                 | [ 15 ] [ 9 ] |
| Bằng khen                                            | Mặn hơn muối                | Nhâm Minh Hiền                                | M&T Pictures |                 | [ 15 ] [ 9 ] |

| Giải dành cho cá nhân | Giải dành cho cá nhân | Giải dành cho cá nhân | Giải dành cho cá nhân                               | Giải dành cho cá nhân | Giải dành cho cá nhân |
| Giải thưởng           | Nhận giải             | Phim                  | Công bố kết quả                                     | Người trao giải       | Chú thích             |
| --------------------- | --------------------- | --------------------- | --------------------------------------------------- | --------------------- | --------------------- |
| Nữ diễn viên chính    | Nhã Phương            | Tuổi thanh xuân       |                                                     |                       | [ 14 ] [ 15 ]         |
| Nam diễn viên chính   | Việt Anh              | Khi đàn chim trở về   |                                                     |                       | [ 14 ] [ 15 ]         |
| Nam diễn viên chính   | Quang Tuấn            | Khúc hát mặt trời     |                                                     |                       | [ 14 ] [ 15 ]         |
| Nữ diễn viên phụ      | Kim Tuyến             | Tuổi thanh xuân       | NSƯT đạo diễn Nguyễn Đức Việt, diễn viên Cao Mỹ Kim |                       | [ 14 ] [ 15 ]         |
| Nam diễn viên phụ     | Trọng Trinh           | Mưa bóng mây          | NSƯT đạo diễn Nguyễn Đức Việt, diễn viên Cao Mỹ Kim |                       | [ 14 ] [ 15 ]         |
| Đạo diễn              | Nguyễn Danh Dũng      | Khi đàn chim trở về   |                                                     | Đỗ Thanh Hải          | [ 14 ] [ 15 ]         |
| Biên kịch             | Châu Thổ              | Biệt thự Pansee       |                                                     | Đỗ Thanh Hải          | [ 14 ] [ 15 ]         |

### Phim tài liệu
| Giải           | Phim                                   | Đạo diễn        | Sản xuất                                 | Công bố kết quả                              | Chú thích |
| -------------- | -------------------------------------- | --------------- | ---------------------------------------- | -------------------------------------------- | --------- |
| Cánh diều Vàng | Mẹ ơi con đã về                        | Lương Minh Đức  | VTC                                      | Đạo diễn Lê Hồng Chương và diễn viên Mỹ Uyên | [ 14 ]    |
| Cánh diều Bạc  | Nhật ký của ba                         | Hoàng Hà Lê     | Hãng phim Tài liệu & Khoa học Trung ương | Đạo diễn Lê Hồng Chương và diễn viên Mỹ Uyên | [ 9 ]     |
| Cánh diều Bạc  | Biển đảo Việt Nam nguồn cội tự bao giờ | Lâm Thành Quý   | HTV                                      | Đạo diễn Lê Hồng Chương và diễn viên Mỹ Uyên | [ 9 ]     |
| Cánh diều Bạc  | Khát vọng người                        | Phạm Huyên      | Điện ảnh Quân đội nhân dân               | Đạo diễn Lê Hồng Chương và diễn viên Mỹ Uyên | [ 9 ]     |
| Bằng khen      | Lộc nước                               | Trần Tuấn Hiệp  | Hãng phim Tài liệu & Khoa học Trung ương | Đạo diễn Lê Hồng Chương và diễn viên Mỹ Uyên | [ 9 ]     |
| Bằng khen      | Những người phụ nữ “nhỏ bé”            | Hà Hương        | Điện ảnh Công an nhân dân                | Đạo diễn Lê Hồng Chương và diễn viên Mỹ Uyên | [ 9 ]     |
| Bằng khen      | Vượt cạn giữa trùng khơi               | Võ Anh Cẩn      | TFS                                      | Đạo diễn Lê Hồng Chương và diễn viên Mỹ Uyên | [ 9 ]     |
| Đạo diễn       | Lương Minh Đức                         | Mẹ ơi con đã về | VTC                                      | Đạo diễn Lê Hồng Chương và diễn viên Mỹ Uyên | [ 14 ]    |

### Phim ngắn
| Giải           | Phim                       | Đạo diễn         | Công bố kết quả                                   | Chú thích |
| -------------- | -------------------------- | ---------------- | ------------------------------------------------- | --------- |
| Cánh diều Vàng | Cách hát                   | Lã Tùng Lâm      | Đạo diễn - NSND Nguyễn Thanh Vân và NSƯT Kim Oanh | [ 14 ]    |
| Cánh diều Vàng | Dành tặng ông Điều         | Nguyễn Hiền Anh  | Đạo diễn - NSND Nguyễn Thanh Vân và NSƯT Kim Oanh | [ 14 ]    |
| Cánh diều Bạc  | Hai thế giới               | Mai Hoàng        | Đạo diễn - NSND Nguyễn Thanh Vân và NSƯT Kim Oanh | [ 9 ]     |
| Khuyến khích   | Chiều muộn                 | Nguyễn Hồng Bách | Đạo diễn - NSND Nguyễn Thanh Vân và NSƯT Kim Oanh | [ 9 ]     |
| Khuyến khích   | Sự thật tiểu thuyết thế kỷ | Mai Hoàng        | Đạo diễn - NSND Nguyễn Thanh Vân và NSƯT Kim Oanh | [ 9 ]     |
| Khuyến khích   | Bệnh nhân                  | Phạm Thanh Bình  | Đạo diễn - NSND Nguyễn Thanh Vân và NSƯT Kim Oanh | [ 9 ]     |
| Khuyến khích   | Uyên                       | Nguyễn Hoài Nam  | Đạo diễn - NSND Nguyễn Thanh Vân và NSƯT Kim Oanh | [ 9 ]     |

### Phim khoa học
| Giải           | Phim                                      | Đạo diễn                          | Công bố kết quả                              | Sản xuất                                   | Chú thích |
| -------------- | ----------------------------------------- | --------------------------------- | -------------------------------------------- | ------------------------------------------ | --------- |
| Cánh diều Vàng | Dấu tích Sa Huỳnh                         | Phùng Ngọc Tú                     | Đạo diễn Lê Hồng Chương và diễn viên Mỹ Uyên | Hãng tài liệu tài liệu khoa học Trung ương | [ 14 ]    |
| Cánh diều Bạc  | Vận động hoàn hảo                         | Vũ Hoài Nam                       | Đạo diễn Lê Hồng Chương và diễn viên Mỹ Uyên | VTV                                        | [ 14 ]    |
| Bằng khen      | Muốn về nhà                               | Hoàng Dũng                        | Đạo diễn Lê Hồng Chương và diễn viên Mỹ Uyên |                                            | [ 9 ]     |
| Bằng khen      | Ứng xử của người Dao với biến đổi khí hậu | Tạ Quốc Lâm, Nguyễn Phan Hoài Anh | Đạo diễn Lê Hồng Chương và diễn viên Mỹ Uyên |                                            | [ 9 ]     |
| Đạo diễn       | Vũ Hoài Nam                               | Vận động hoàn hảo                 | Đạo diễn Lê Hồng Chương và diễn viên Mỹ Uyên |                                            | [ 14 ]    |

### Hoạt hình
| Giải           | Phim                 | Đạo diễn             | Sản xuất                     | Chú thích |
| -------------- | -------------------- | -------------------- | ---------------------------- | --------- |
| Cánh diều Vàng | Mèo trắng và mèo mun | Phạm Ngọc Tuấn       | Hãng phim Hoạt hình Việt Nam | [ 14 ]    |
| Cánh diều Bạc  | Một lần đào ngũ      | Trịnh Tùng Lâm       | Hãng phim Hoạt hình Việt Nam | [ 9 ]     |
| Cánh diều Bạc  | Bình yên ở trên lưng | Trần Xuân Du         | Hãng phim Hoạt hình Việt Nam | [ 9 ]     |
| Bằng khen      | Bãi cát vàng         | Đào Minh Uyển        | Hãng phim Hoạt hình Việt Nam | [ 9 ]     |
| Bằng khen      | Kim Đồng             | Phùng Văn Hà         | Hãng phim Hoạt hình Việt Nam | [ 9 ]     |
| Đạo diễn       | Phạm Ngọc Tuấn       | Mèo trắng và mèo mun | Hãng phim Hoạt hình Việt Nam | [ 14 ]    |

### Công trình nghiên cứu, lý luận, phê bình
Công bố kết quả: Tiến sĩ Trần Thanh Hiệp và nghệ sĩ Chiều Xuân
Có hai giải Cánh diều Vàng:
- Công trình nghiên cứu - lý luận: Nghệ thuật tạo hình trong sáng tác điện ảnh – Đỗ Lệnh Hồng Tú[14]
- Tập tiểu luận: Đời sống nghệ thuật – PGS.TS Trần Luân Kim[14]

Hai bằng khen:
- Chuyên luận “Người diễn không chuyên trong phim truyện”; Tác giả: NGND. Lê Đăng Thực, Nhà xuất bản Hội nhà văn ấn hành.
- Sách chuyên khảo “Những cống hiến làm nên lịch sử nghệ thuật điện ảnh thế giới thời phim câm”; Tác giả: PGS.TS.NSƯT Trần Duy Hinh, Nxb Hội nhà văn ấn hành.